# Філіп Кубський

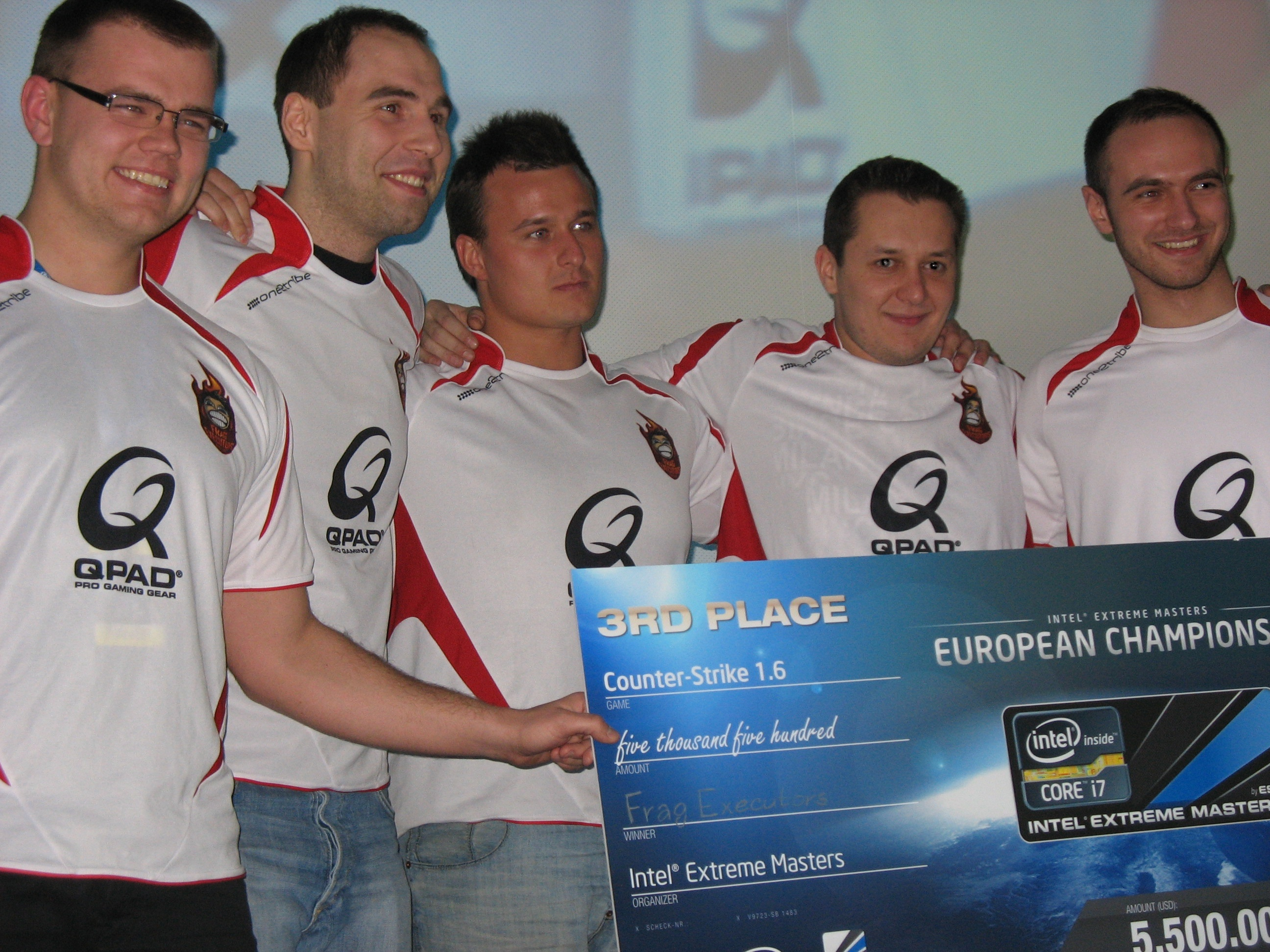
Філіп, крайній зліва, в складі FX.

Філіп Кубський (пол. Filip Kubski — професійний польський кіберспортсмен, також відомий як «NEO». Всесвітньо відомий гравець у Counter-Strike і Counter-Strike: Global Offensive.
- Тричі ставав володарем титулу «чемпіон світу» за версією WCG: в 2006 році у Монці, в 2009 році у Ченду, в 2011 році в Пусані. Також він став бронзовим призером цього ж чемпіонату 2010 року в Лос-Анджелесі.
- Чемпіон світу за версією ESWC 2007 року в Парижі.
- Бронзовий призер чемпіонату світу 2009 року за версією KODE5.
- Золотий призер світової серії IEM I World Championship у 2007 році в Ганновері.
- Срібний призер світової серії IEM III World Championship у 2009 році в Ганновері.
- Срібний призер світової серії IEM V World Championship у 2011 році в Ганновері.
- Золотий призер світової серії IEM VI World Championship у 2012 році в Ганновері.

У 2009 році кіберспортивний портал HLTV.org за загальним опитуванням назвав Філіпа Кубського гравцем десятиліття.

## Кар'єра
У Counter-Strike Філіп Кубський почав грати разом зі своїм батьком. Незабаром Кубський почав брати участь у командних змаганнях.
Після закінчення школи в 2003 році Кубський брав участь в першому турнірі за межами Польщі. Перший виїзний чемпіонат проходив у Чехії. Його команда зайняла там непризове четверте місце. Того ж року була пройдена кваліфікація ESWC в Польщі, пара обрала собі назву — Pentagram. У складі першої п'ятірки були Neo, LUq, TaZ, pitrek, zibi. Pentagram виграла Invex Cup і SEC, а склад команди змінився — Neo, TaZ, Loord, Luq, kuben.
2006 рік став роком великих перемог — команда перемогла на WSVG London і WCG 2006.
У 2007 році команда посіла третє місце на CPL Winter 2007, друге на SEC 2007 і завоювала два чемпіонські титули на IEM Finals 2007 і ESWC 2007 відповідно PokerStrategy став титульним спонсором польської команди. Команда перейшла під прапори PGS Gaming.
В цьому ж році Філіп Кубський удостоївся титулів eSports Player of the Year і Best Counter Strike Player.

### У складі ESC Gaming
У грудні 2011 року Філіп Кубський разом з іншими членами «золотий п'ятірки» перейшов до німецької організації ESC Gaming.
Кубський зайняв перше місце в списку «20 найкращих гравців 2011 року» на сайті HLTV.org .
У 2012 році в складі ESC виграв один з найбільших чемпіонатів — Intel Extreme Masters в Ганновері з призом за перше місце — 50 000 доларів.
З серпня 2012 року розпочав виступати в новій ігровій дисципліні — Counter-Strike: Global Offensive.
У квітня 2013 року Кубський виступив за команду Netcode Illuminati в рамках ESEA Invite Season 13 Global Finals — в одному з останніх чемпіонатів Counter-Strike по версії 1.6. Партнерами по команді були: derek «dboorN» boorn, Tomi «lurppis» Kovanen, Jordan «n0thing» Gilbert і Braxton «swag» Pierce. У липні 2013 року виступив у складі міксу Nostalgie на турнірі в Празі. Склад команди: Олексій «OverDrive» Бірюков, Філіп «Neo» Кубскій, Віктор «TaZ» Войтас Kenny «kennyS» Schrub, Dan «apEX» Madesclaire.

### У складі UniversalSoldiers
8 жовтня 2013 року стало відомо, що Філіп Кубський покинув ESC Gaming і вступив до лав UniversalSoldiers. Крім нього в команді було ще чотири гравці з Польщі: Віктор «TaZ» Войтас, Павло «byali» Бєлінський, Януш «Snax» Погожельський і Ярослав «pasha» Яржабковський. 18 грудня 2013 року колектив перестав виступати під прапорами UniversalSoldiers і повернув стару назву AGAiN.

### У складі Virtus.pro
25 січня 2014 року російська організація Virtus.pro підписала польський склад. Команда відразу показала впевнені результати в онлайн зустрічах. А в березні того ж року виграла престижний турнір з призовим фондом 250 000 $ — ESL One Katowice.
Наприкінці 2015 року NEO зайняла 17-е місце в рейтингу 20 найкращих HLTV 2015 року. Незважаючи на це, NEO вже не був найкращим гравцем у своїй команді. Його індивідуальна майстерність значно впала в порівнянні з його продуктивністю в 1.6. У травні 2016 року Virtus.pro виграв перший сезон ELEAGUE, одного з найбільших призових фондів на той час. На початку 2017 року Virtus.pro посів друге місце після Astralis на ELEAGUE Major 2017. Після цього вони здобули перемогу на DreamHack Masters Las Vegas 2017. Після цього вони мали кілька пристойних результатів, включаючи фініш у півфіналі на PGL Major Kraków та друге місце на EPICENTER 2017.
На ELEAGUE Major 2018 Virtus.pro вийшов на останньому місці, програвши три гри і не вигравши жодної. Після цього Virtus.pro завершив найтриваліший список в історії CS: GO, замінивши Wiktor «TaZ» Wojtas на Michał «MICHU» Müller. До цього моменту він і NEO грали разом 12 років. Незважаючи на це, Virtus.pro продовжуватиме спад, і NEO було замінено у лютому. Його індивідуальна форма продовжувала падати з 2017 року, але його підписав FaZe Clan, замінивши Даурена «АдреН» Кистаубаєва. FaZe потребував лідера в грі, а NEO раніше був одним з IGL для Virtus.pro. З FaZe NEO зайняв друге місце на BLAST Pro Series: Los Angeles, але на майорі він знову вийшов на груповому етапі. Його суд з FaZe Clan врешті-решт закінчився, і його контракт не був продовжений. Наразі він офіційно не входить до жодної помітної команди.

## Статистика
Зведена статистика по турнірах, зіграним Філіпом Кубським за 12-річний період.
| Рік       | Кількість турнірів | місце | місце | місце | Призові     | Призові на людину |
| 2004—2016 | 130                | 44    | 22    | 35    | $ 1 974 780 | $ 394 950         |
| 2004      | 1                  | 1     | 0     | 0     | $ 10 000    | $ 2 000           |
| 2005      | 1                  | 1     | 0     | 0     | $ 15 000    | $ 3 000           |
| 2006      | 4                  | 2     | 0     | 1     | $ 89 250    | $ 17 850          |
| 2007      | 8                  | 5     | 2     | 0     | $ 139 400   | $ 27 880          |
| 2008      | 8                  | 2     | 2     | 1     | $ 78 248    | $ 15 649          |
| 2009      | 10                 | 2     | 2     | 3     | $ 97 950    | $ 19 590          |
| 2010      | 9                  | 1     | 2     | 3     | $ 42 161    | $ 8 432           |
| 2011      | 12                 | 5     | 3     | 2     | $ 104 107   | $ 20 821          |
| 2012      | 12                 | 5     | 2     | 3     | $ 69 067    | $ 13 813          |
| 2013      | 20                 | 6     | 2     | 5     | $ 45 220    | $ 9 044           |
| 2014      | 22                 | 7     | 4     | 9     | $ 219 250   | $ 43 850          |
| 2015      | 11                 | 4     | 1     | 3     | $ 285 730   | $ 57 146          |
| 2016      | 15                 | 4     | 2     | 5     | $ 879 400   | $ 175 880         |
| --------- | ------------------ | ----- | ----- | ----- | ----------- | ----------------- |

### Найбільші перемоги
| Місце | У грі  | У складі команди | Турнір                                 | Місце проведення | Дата проведення             | Призові   |
| ----- | ------ | ---------------- | -------------------------------------- | ---------------- | --------------------------- | --------- |
| 1     |        | Virtus.pro       | Adrenaline Cyber League 2017           | Москва           | 18 червня 2017 року         |           |
| 1     |        | Virtus.pro       | DreamHack Masters Las Vegas 2017       | Лас-Вегас        | 15 — 19 лютого 2017 року    |           |
| 1     | CS GO  | Virtus.pro       | ESL ESEA Pro League Dubai Invitational | Дубай            | 10 — 14 вересень 2015 року  | $ 100 000 |
| 1     | CS GO  | Virtus.pro       | ESL One Katowice 2014                  | Катовиці         | 14 — 16 березень 2014 року  | $ 100 000 |
| 1     | CS GO  | Virtus.pro       | ESEA Invite Season 18 Global Finals    | Даллас           | 17 — 20 квітень 2015 року   | $ 70. 000 |
| 1     | CS 1.6 | PGS Gaming       | World Cyber Games 2006                 | Монца            | 18 — 22 жовтень 2006 року   | $ 60 000  |
| 1     | CS 1.6 | ESC Gaming       | IEM VI World Championship              | Ганновер         | 7 — 11 березень 2012 року   | $ 50 000  |
| 1     | CS 1.6 | PGS Gaming       | IEM I World Championship               | Ганновер         | 15 — 18 березень 2007 року  | 40 000 €  |
| 1     | CS 1.6 | MeetYourMakers   | Electronic Sports World Cup 2008       | Сан-Хосе         | 25 — 28 серпень 2008 року   | $ 40 000  |
| 1     | CS 1.6 | PGS Gaming       | Electronic Sports World Cup 2007       | Париж            | 5 — 8 липня 2007 року       | $ 40 000  |
| 1     | CS 1.6 | AGAIN            | World Cyber Games 2009                 | Ченду            | 11 — 15 листопада 2009 року | $ 35 000  |

## Команди
За свою кар'єру Філіп Кубський виступав за:
1. Польща Pentagram, июнь 2003 — октябрь 2006 года.
2. Польща PGS Gaming, 2006—2008
3. Німеччина MeetYourMakers, 2008—2009
4. Польща WICKED, 2009
5. Велика Британія Vitriolic Gaming, 2009
6. Польща Frag eXecutors, 2010—2011
7. Польща AGAiN, 2011
8. Німеччина ESC Gaming, 2011—2013
9. Росія place2play, 2012
10. США Netcode Illuminati, 2013
11. Європейський Союз Nostagie, 2013
12. Польща Universal Soldiers, 2013
13. Росія Virtus.pro, 2014—2018
14. FaZe clan, 2019—2019